# Église Saint-Pierre de Chambon
Pour les articles homonymes, voir Église Saint-Pierre.
L'église Saint-Pierre est une église catholique située sur la commune de Chambon, dans le département du Cher, en France.

## Historique
L'église Saint-Pierre de Chambon a été construite au XIIe siècle.
Le 13 novembre 1736, la plus grosse cloche de l'église de Chambon qui fut cassée et refondue (pesant 210 livres), fut bénie par le curé de Chambon et nommée Pierre. Le parrain fut Messire Pierre Girault, prêtre prieur de Vallenay et la marraine Catherine Jaupitre, femme de Pierre Buret, procureur au bailliage du marquisat de Châteauneuf-sur-Cher. La marraine originale devait être Anne Gillet, femme d'un Richard Terrasse de Dun-le-Roi, mais son mari refusa qu'elle s'y trouve, bien que son nom eut été imprimé sur la cloche.
L'édifice est inscrit au titre des monuments historiques par arrêté du 2 mars 1926.

## Architecture
Construite dans le style roman, l'église possède un riche décor. 

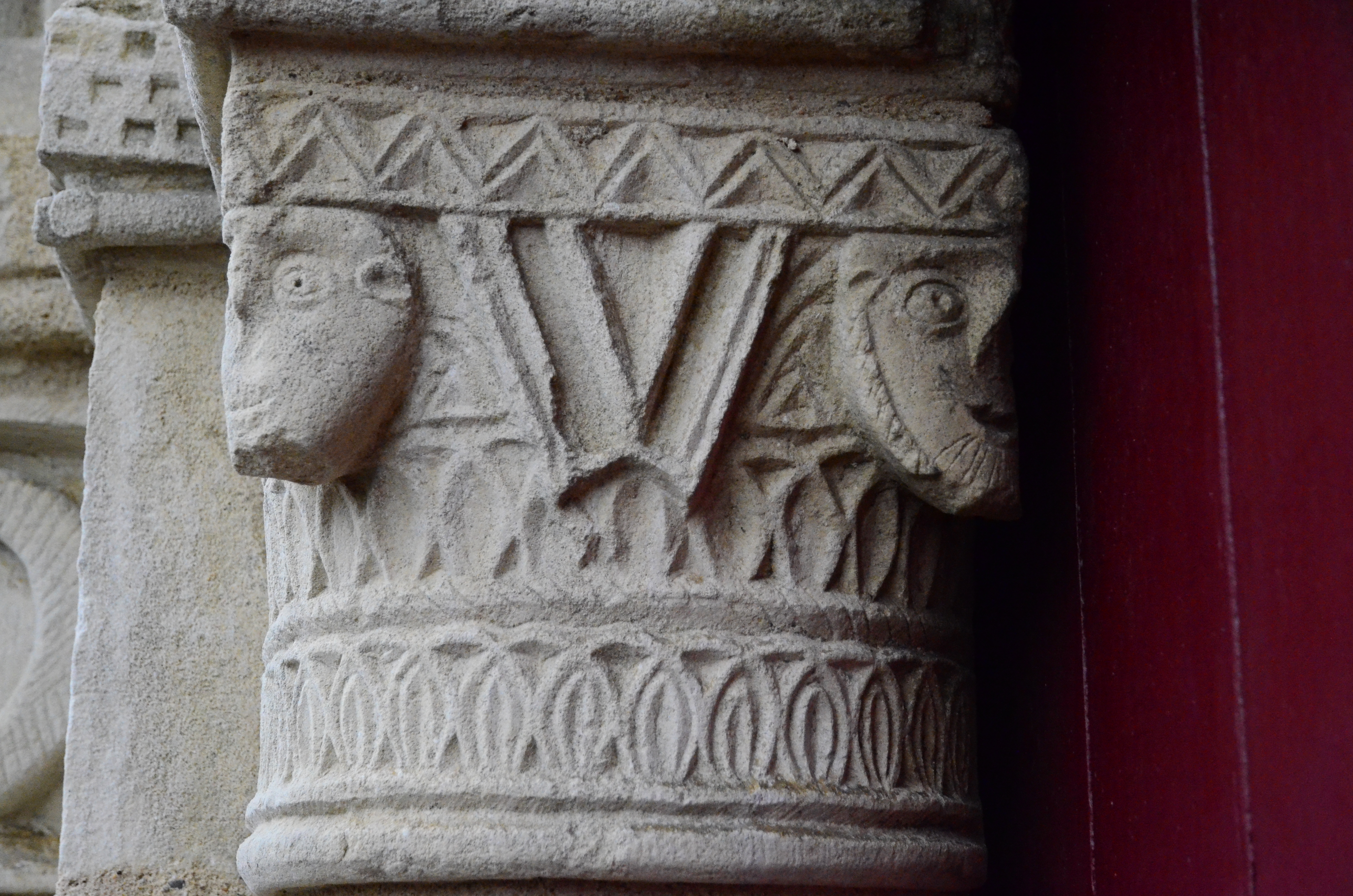
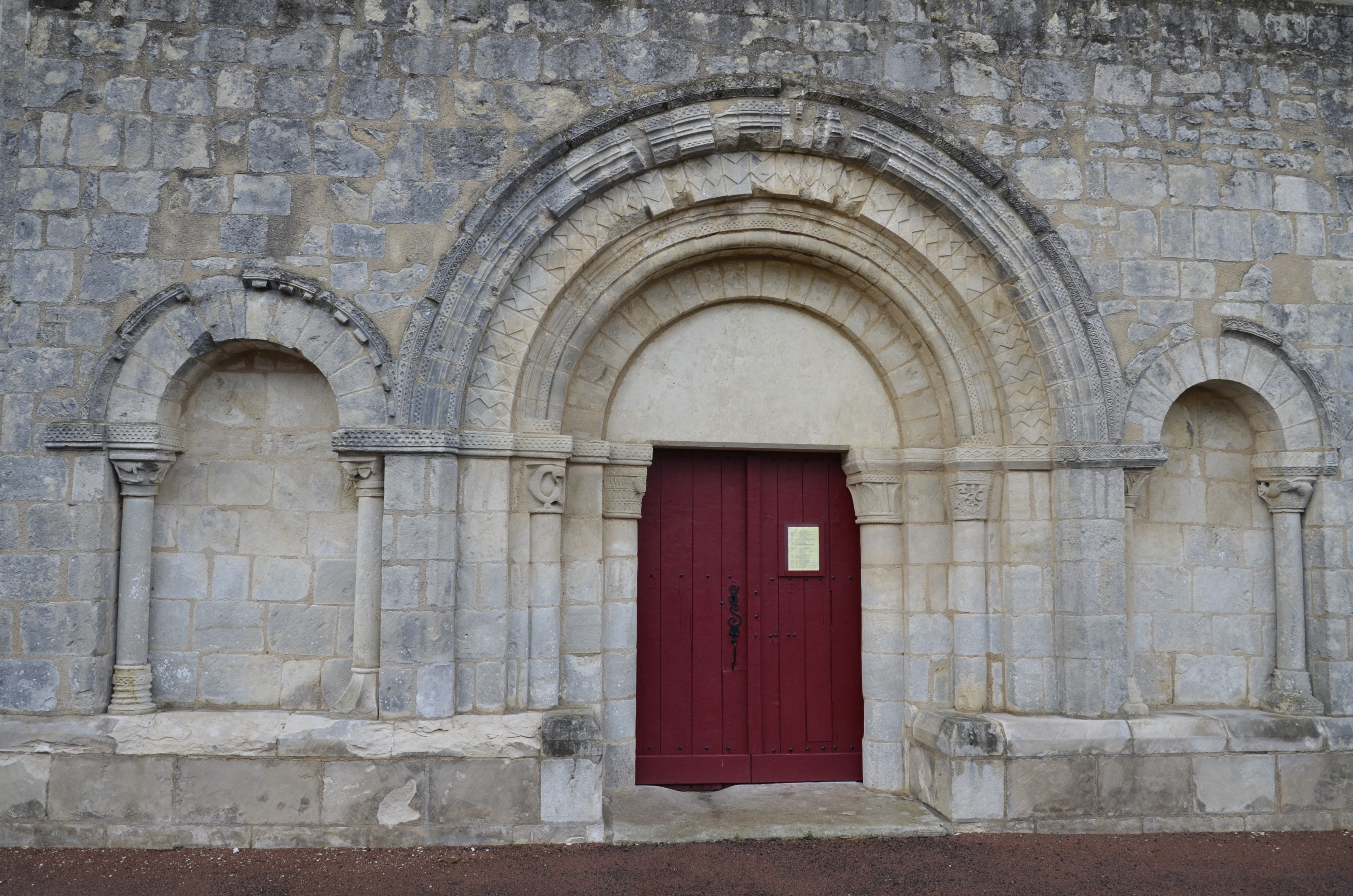
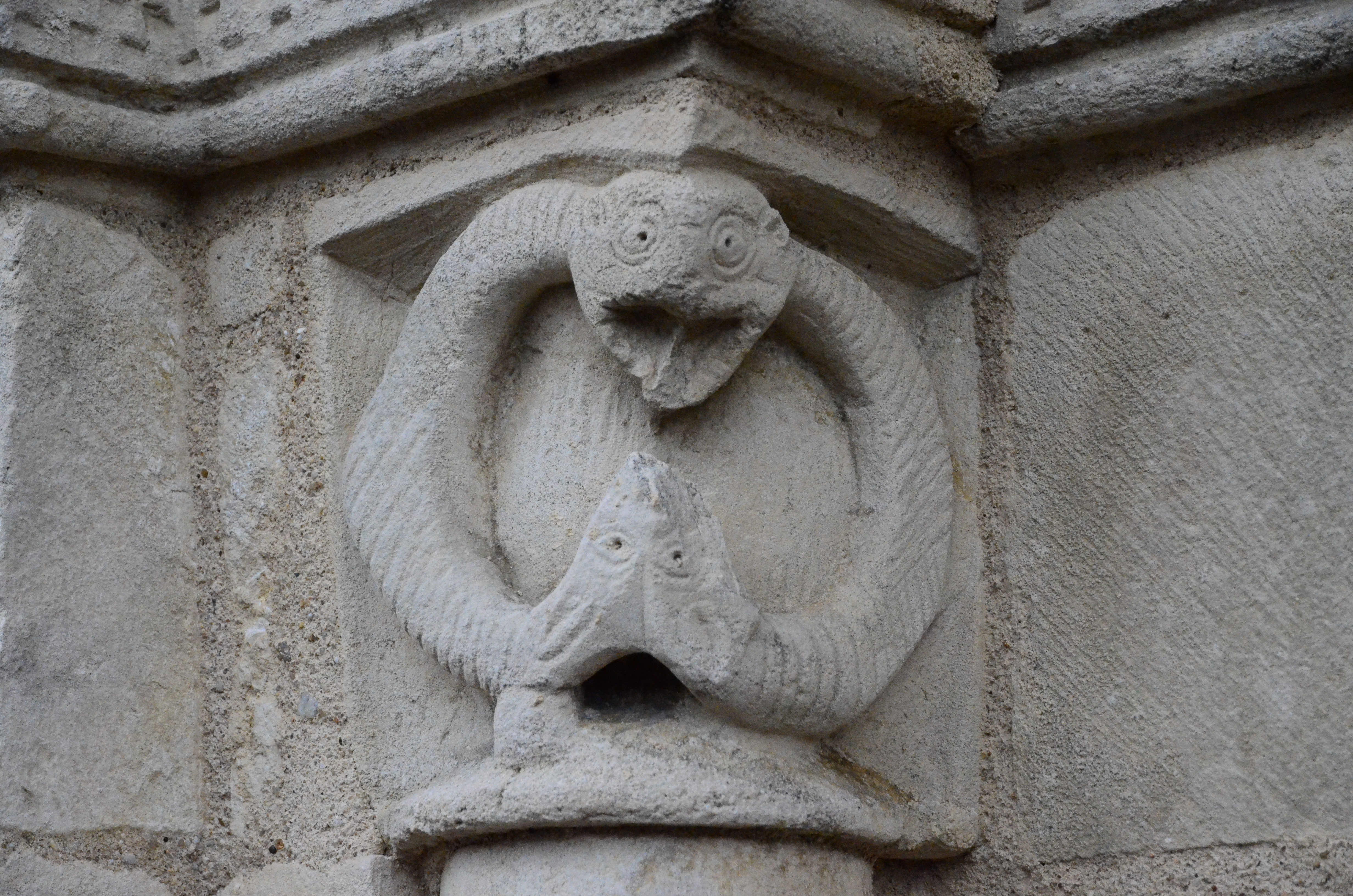
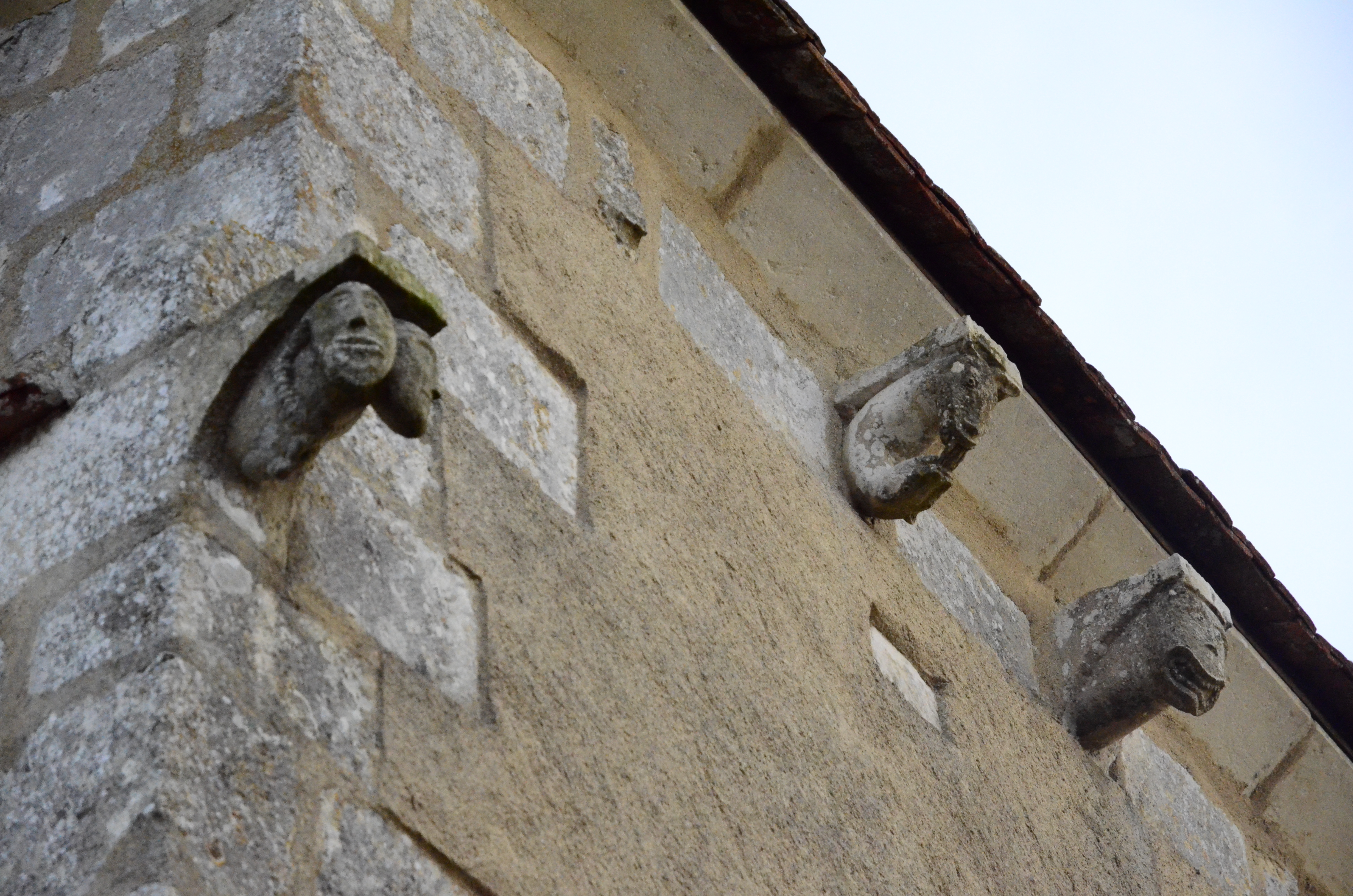

Les nombreux modillons aux sujets humains ainsi que les chapiteaux et les arcades aveugles placés de part et d'autre du portail de l'édifice contribuent à son attrait.